# Messingham
Messingham är en ort och civil parish i Storbritannien.   Den ligger i kommunen North Lincolnshire och riksdelen England, i den sydöstra delen av landet, 230 km norr om huvudstaden London. Messingham ligger 34 meter över havet och antalet invånare är 3 565.
Sedan 2018 ingår även Holme i civil parish Messingham.
Terrängen runt Messingham är platt. Runt Messingham är det ganska tätbefolkat, med 70 invånare per kvadratkilometer. Närmaste större samhälle är Scunthorpe, 5,6 km norr om Messingham. Trakten runt Messingham består till största delen av jordbruksmark.